# Acoelomorpha
Acoelomorpha – hipotetyczny klad morskich organizmów wirkokształtnych, u których stwierdzono prawie całkowity brak macierzy pozakomórkowej. Nazwa została zaproponowana przez U. Ehlersa. Acoelomorpha klasyfikowano w randze odrębnego typu zwierząt dwubocznie symetrycznych (Bilateria) lub w randze gromady płazińców. 
Zaliczono do niego:
- Nemertodermatida
- Acoela – wirki bezjelitowe

Początkowe badania genetyczne zdawały się potwierdzać monofiletyzm Acoelomorpha. Obciążone były jednak efektem long branch attraction (LBA). Analizy wykonane innymi metodami badawczymi (metoda parsymonii, maksymalnego prawdopodobieństwa) zasugerowały, że Acoelomorpha jest taksonem parafiletycznym, a Nemertodermatida i Acoela stanowią dwie wczesne linie ewolucyjne Bilateria. Analizy filogenomiczne wspierają jednak monofiletyzm Acoelomorpha składających się z Nemertodermatida i Acoela i wskazują na ich bliskie pokrewieństwo z Xenoturbellida, choć pozycja filogenetyczna takiego kladu pozostaje niejasna – według badań Hejnola i współpracowników (2009) stanowią one najbardziej bazalną linię ewolucyjną Bilateria, podczas gdy według analiz przeprowadzonych przez Philippe'a i in. są bazalną linią wtóroustych (Deuterostomia) – druga z tych hipotez zakłada utratę cech obecnych u ostatniego wspólnego przodka Deuterostomia.